# شيكو وريتا
شيكو وريتا (بالإنجليزية: Chico and Rita)‏ هو فيلم رسوم متحركة إسباني عام 2010 من إخراج تونو إراندو وفرناندو تروبا وخافيير ماريسكال.

## قصة
كوبا ، 1948. شيكو عازف بيانو شاب لديه أحلام كبيرة. ريتا مغنية جميلة مع صوت استثنائي. توحدهم الموسيقى والرغبة الرومانسية ، لكن رحلتهم - في تقليد القصيدة اللاتينية ، بوليرو - تجلب لهم الحزن والعذاب. من هافانا إلى نيويورك وباريس وهوليوود ولاس فيغاس ، يتصارع شخصان شغوفان على الصعاب المستحيلة للتوحيد في الموسيقى والحب.

## وصلات خارجية
- شيكو وريتا على موقع IMDb (الإنجليزية)
- شيكو وريتا على موقع ميتاكريتيك (الإنجليزية)
- شيكو وريتا على موقع روتن توميتوز (الإنجليزية)
- شيكو وريتا على موقع نتفليكس (الإنجليزية)
- شيكو وريتا على موقع قاعدة بيانات الأفلام العربية
- شيكو وريتا على موقع ألو سيني (الفرنسية)
- شيكو وريتا على موقع Turner Classic Movies (الإنجليزية)
- شيكو وريتا على موقع أول موفي (الإنجليزية)
- شيكو وريتا على موقع بوكس أوفيس موجو (الإنجليزية)
- شيكو وريتا على موقع فيلمافينيتي (الإسبانية)